# Йохан Виганд фон Лютцелбург
Йохан Виганд фон Лютцелбург (на немски: Johann Wigand von Lützelburg, Freiherr zu Immlingen; † 1670) е фрайхер от род Лютцелбург от Гранд Ест, фрайхер на Имлинген, Лотарингия в Мозел в регион Гранд Ест, императорски полковник, съветник на Курфюрство Саксония и камерхер. На 1 декември 1665 г. във Виена той е приет в наследственото имперско съсловие, получава названието Високоблагороден („волгеборен“) и подобрение на герба. На 22 януари 1666 г. той е признат за фрайхер от курфюрста на Саксония.

## Произход
Той вероятно е син на херцогския саксонски щатхалтер на Ваймар Антон фон Лютцелбург (1527 – 1587), господар на Саарбург, и съпругата му Катарина фон Харщал († сл. 1610), дъщеря на Кристоф фон Харщал (* ок. 1510), господар на Мила, и Барбара фон Шьонбург (* ок. 1515). Внук е на княжеския епископски дворцов майстер в Страсбург Фридрих фон Лютцелбург († 1553), господар на Имлинген, и София Мюнх фон Вилшперг († 1553). Правнук е на Хайнрих фон Лютцелбург, 1520 г. щатхалтер на Херцогство Лотарингия на Саарбург. Брат е или братовчед на Йохан Вайганд фон Лютцелбург (* ок. 1580; † 1652)

## Фамилия
Йохан Виганд фон Лютцелбург се жени за фрайин Анна Юдита фон Шьонбург-Пениг (* 24 юни 1641; † 6 юни 1679, Нидергуриг), дъщеря на Волф Хайнрих I фон Шьонбург-Пениг (1605 – 1657) и Юдит Ева Ройс-Бургк (1614 – 1666), дъщеря на Хайнрих III Ройс-Бургк (1578 – 1616, убит) и Анна Магдалена фон Шьонбург-Глаухау (1582 – 1615) (1614 – 1666). Те имат една дъщеря:
- Амалия Кристиана фон Люцелбург (* 23 август 1675; † 23 декември 1721, Барут, погребана в църквата в Барут), омъжена на 29 април 1692 г. в Барут за граф Фридрих Зигизмунд II фон Золмс-Барут (* 6 август 1669, дворец Барут; † 14 юли 1737, Барут, Бранденбург), син на граф Фридрих Зигизмунд фон Золмс-Барут (1627 – 1696) и Ернестина фон Шьонбург-Валденбург-Хартенщайн (1642 – 1713).